# کونیکا
کونیکا (به انگلیسی: Konica)، (به ژاپنی: コニカ) شرکت ژاپنی تولید کنندهٔ لوازم عکاسی، فیلم عکاسی و فیلم‌برداری و چاپگر لیزری بود. این شرکت که کار خود را در سال ۱۸۷۳ آغاز کرده بود سرانجام با پیوستن به شرکت مینولتا در سال ۲۰۰۳، شرکت کونیکا مینولتا را تشکیل داد.

## تاریخچه
روکوسابرو سیگوئرا در ۱۸۷۳ کار خود را با فروش مواد شیمیایی مورد نیاز عکاسی در کوجیماچی، توکیو آغاز کرد. این شروعی بر فعالیت بیش از یک قرن این شرکت بود.
در ۱۸۸۲ کونیشی یک پروژه را با هدف ساخت تجهیزات عکاسی در ژاپن شروع کرد، تا آن زمان این محصولات از خارج وارد ژاپن می‌شدند. در ۱۹۰۲ کونیشی توانست نخستین دوربین بومی ژاپن موسوم به «چری قابل حمل» (チェリー手提用暗函) را تولید کند.
کونیشی روکو در سال ۱۹۴۸ دوربین «کونیکا ۱» را روانه بازار کرد، و آن ها در سال ۱۹۸۷ شرکتشان را به این نام تغییر نام دادند.

## نگارخانه

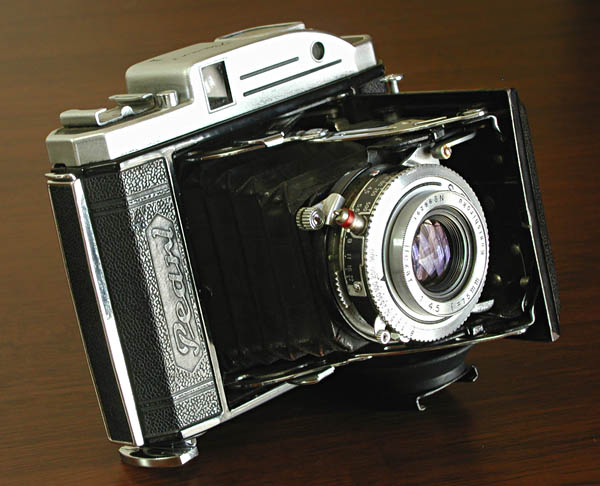
کونیکا Pearl II
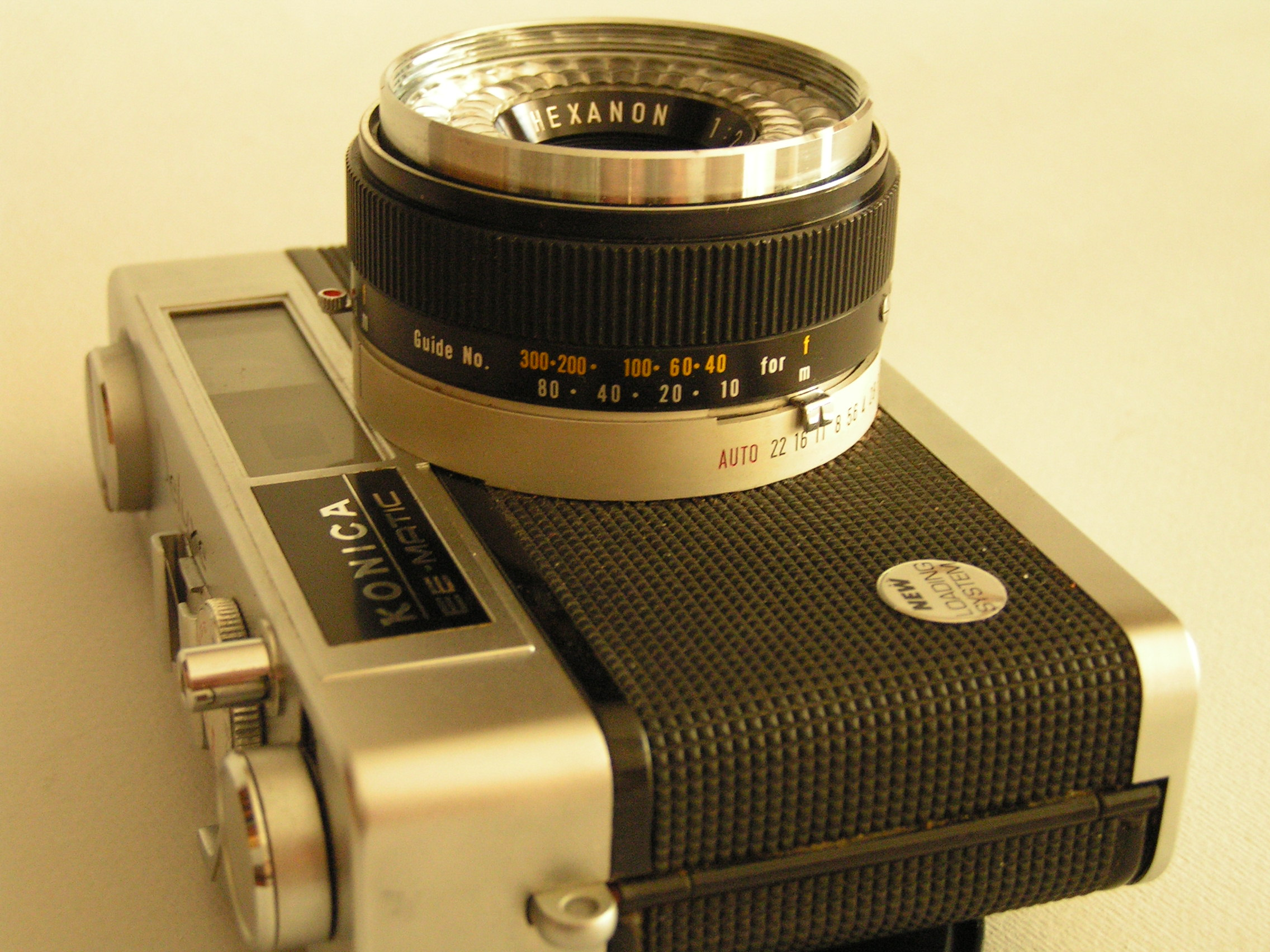
کونیکا EE-Matic Deluxe
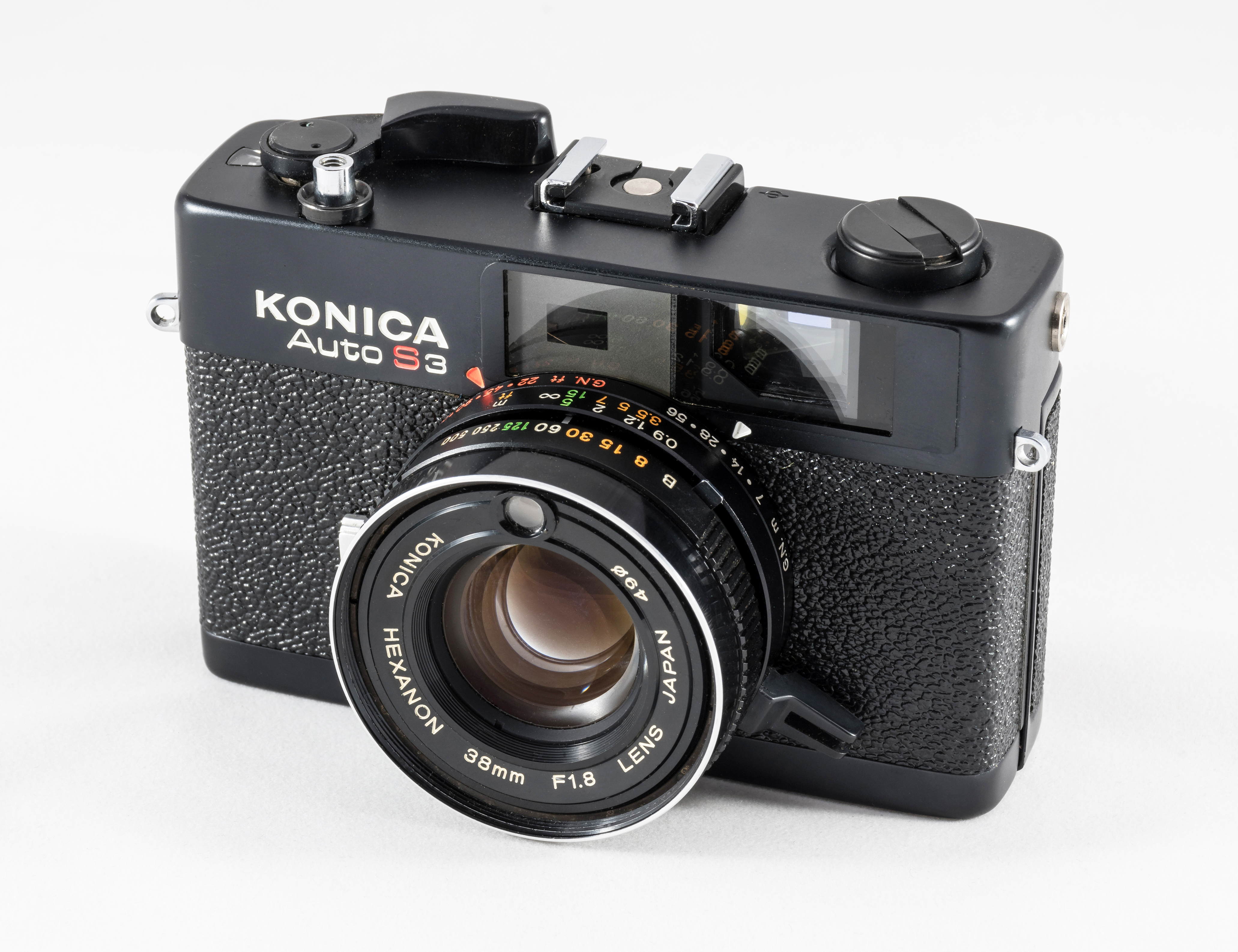
کونیکا S3
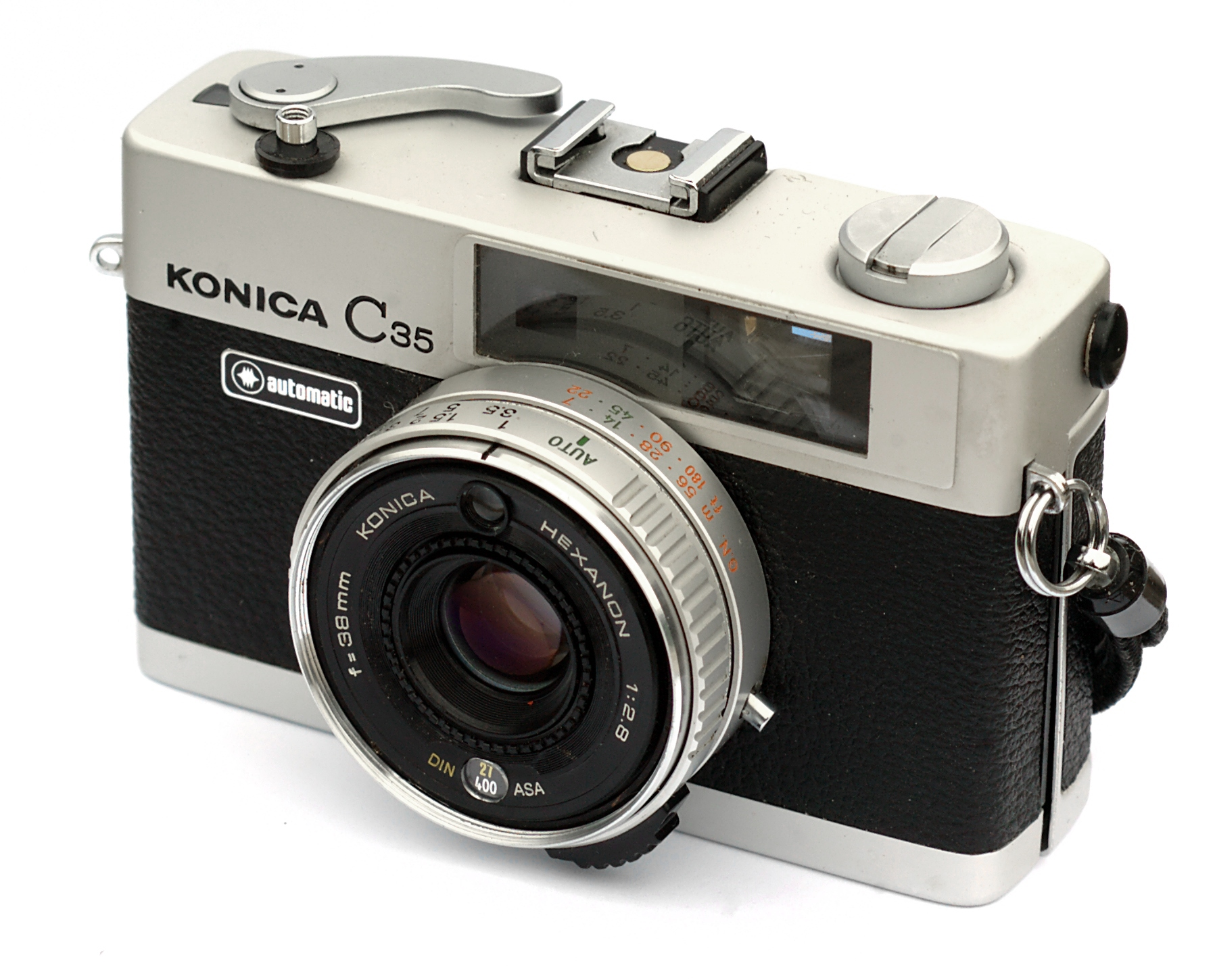
کونیکا C35
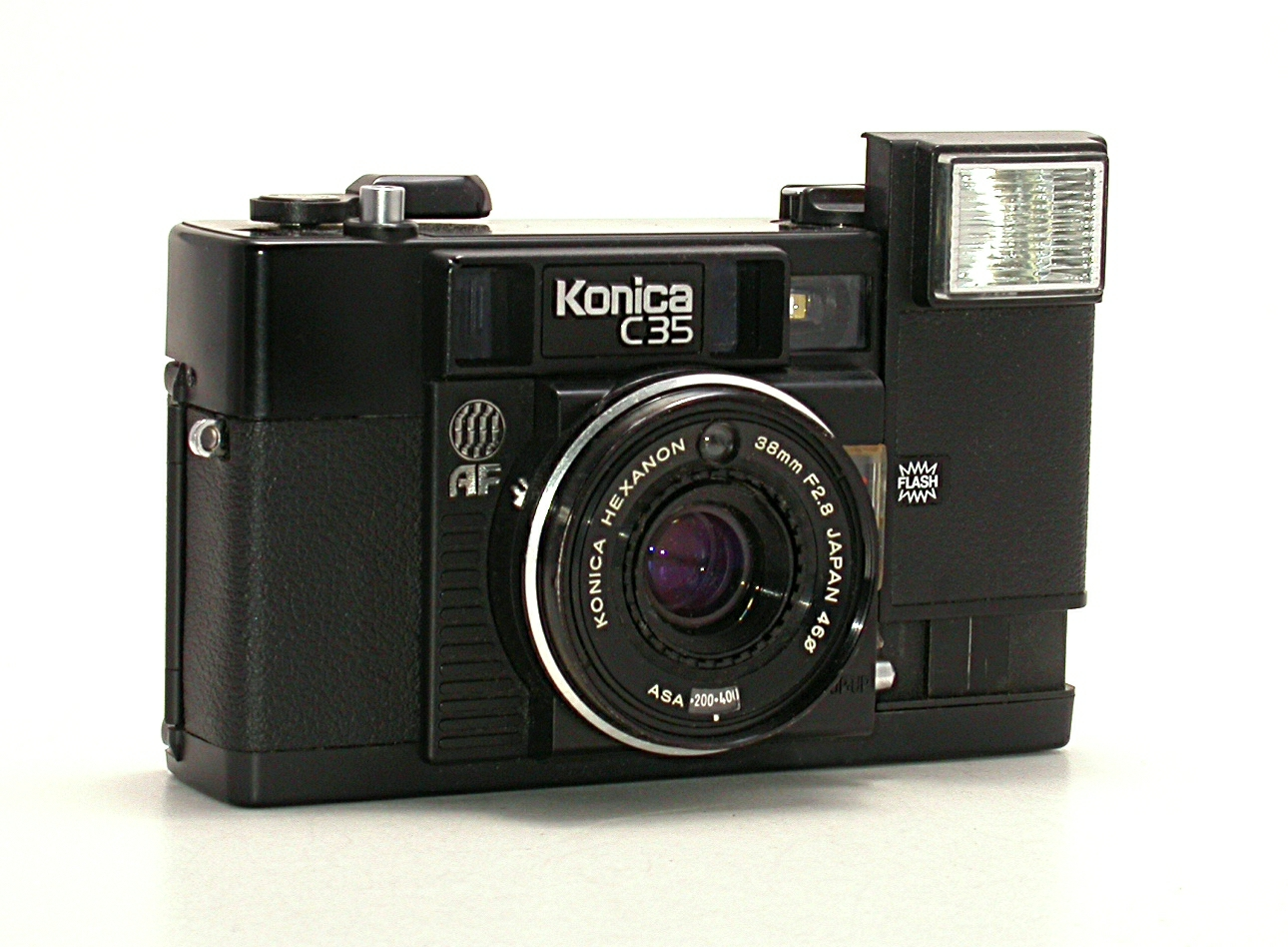
کونیکا C35 AF
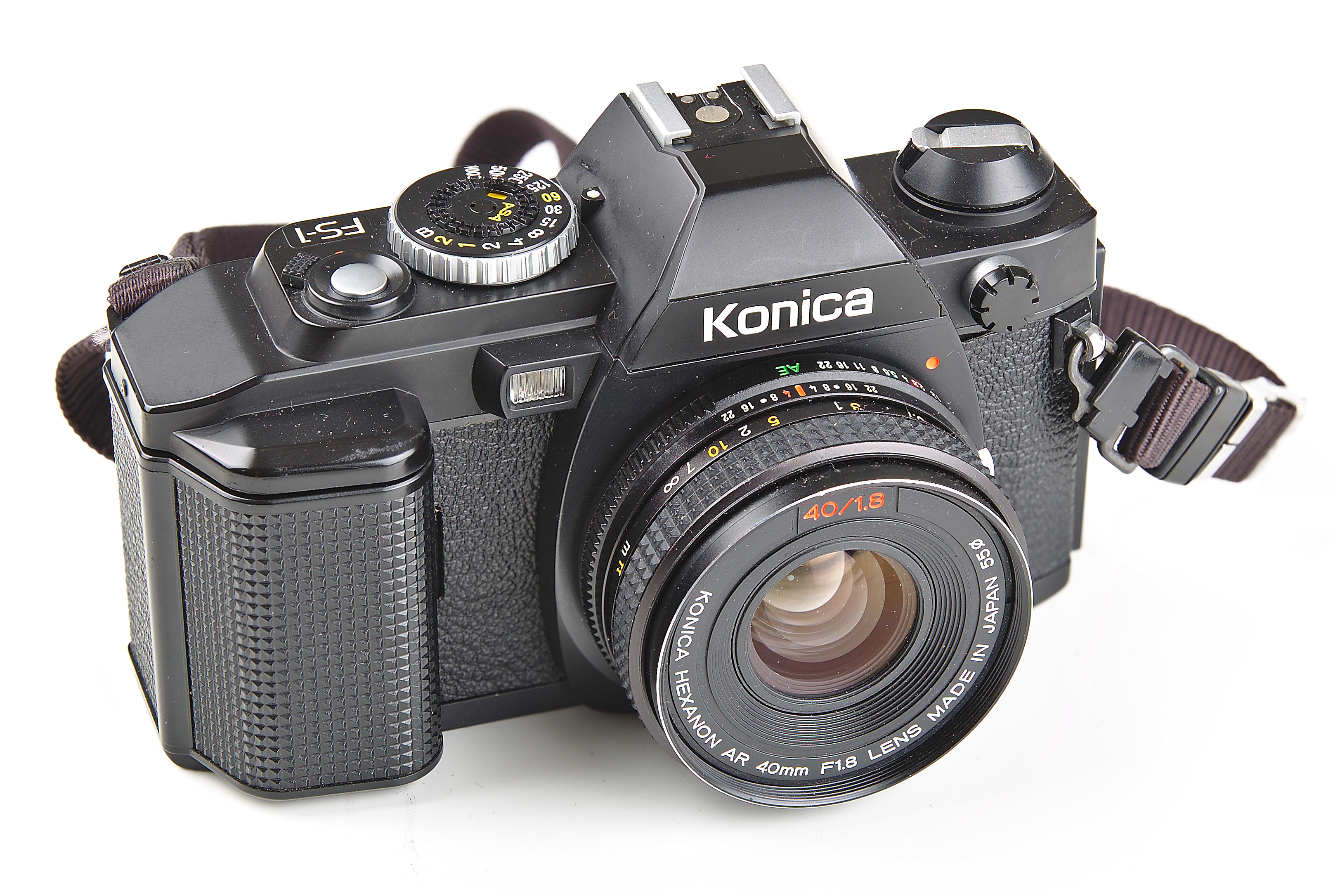
کونیکا FS-1